# Местный промышленный совет
Местный промышленный совет (ивр. מועצה מקומית תעשייתית‎) — административная единица в Израиле, муниципальный орган, управляющий межгородской промышленной зоной, включающей ряд заводов с общей инфраструктурой и общественными системами.
Сегодня в Израиле есть только два местных промышленных совета : Неот-Ховав на юге и Мигдаль-Тефен на севере.

## Структура и состав совета
Совет состоит из девяти членов. Председателем совета является представитель министра внутренних дел, не являющийся государственным служащим. Также в нём заседают представитель министра промышленности, торговли и занятости , представитель министра здравоохранения , трое представителей органов местного самоуправления, граничащих с промышленной зоной, и трое представителей заводов в совете.
Эта структура призвана создать баланс между различными интересами заводов и общественности. Все девять членов совета не избираются на выборах, как и другие муниципальные органы, а назначаются государственными министерствами.